# Eniwetak (Rongrik)
Eniwetak (auch: Enewetak, Eniueraku To, Eniuetakku To, Eniwetakku-tō, Enuvertok-Insel, Enyvertok Island) ist eine unbewohnte Insel des Rongdrik-Atolls in der Ralik-Kette im ozeanischen Staat der Marshallinseln (RMI).

## Geographie
Das Motu liegt an der Südspitze des Atolls an der Eniwetak Passage.
Das nächste Motu im Nordosten ist Tarrowatt.

## Klima
Das Klima ist tropisch heiß, wird jedoch von ständig wehenden Winden gemäßigt. Ebenso wie die anderen Orte der Kwajalein-Gruppe wird Eniwetak gelegentlich von Zyklonen heimgesucht.